# Gilles-François de Graimberg de Belleau
Gilles-François, comte de Graimberg, seigneur de Belleau, vicomte de Vaustin (28 mars 1748 au château de Belleau - 4 mai 1823 à Belleau), est un militaire et homme politique français.

## Biographie
Gilles-François de Graimberg de Belleau est le fils de Charles de Graimberg, seigneur de Belleau, page de la Grande Écurie, brigadier des mousquetaires du roi et chevalier de Saint-Louis, et de Gillette de Sugny.
Il suivit la carrière des armes, fut officier au régiment du Roi-Infanterie, puis lieutenant des maréchaux de France. Il fut élu, le 13 mai 1789, député de la noblesse du bailliage de Château-Thierry aux États généraux. 
Il siégea dans la minorité de son ordre, et déposa, le 30 juin 1789, la déclaration suivante: « Le soussigné, député du bailliage de Château-Thierry pour l'ordre de la noblesse, déclare que ses pouvoirs ne lui permettent de voter par tête que sur le seul objet de l'impôt, dans la présente assemblée des États-Généraux; il déclare en même temps qu'il a déjà écrit à ses commettants pour étendre ses pouvoirs sur les autres objets qui seront mis en délibération dans cette auguste assemblée dans laquelle il restera seulement avec voix consultative, jusqu'à ce qu'il ait reçu de ses commettants de nouveaux pouvoirs, qui le mettent à même de coopérer avec succès au grand œuvre de la régénération de la commune patrie, ainsi que le soussigné en a le plus ardent désir. Il demande acte de la présente déclaration. À Versailles, ce 30 juin 1789. GRAIMBERT DE BELLEAU, député de la noblesse du bailliage de Château-Thierry. »
Désapprouvant la marche des événements, il donna sa démission de député le 8 juillet 1791, émigra, et fut capitaine au régiment de Dillon au service de l'Angleterre.
Il rentra en France sous le premier Empire, se retira à Belleau, où il vécut dans la retraite jusqu'à sa mort.
Il épouse en premières noces Anne Le Moigne de Rœuve, fille de Pierre Matthieu Le Moigne de Rœuve, seigneur de Béaucourt, lieutenant général civil et de police au bailliage de Villers-Cotterêts, et de Marie Anne de Saint-Jude, puis en secondes noces Louise Adélaïde Anne Marie de Mornay. Du premier mariage naissent :
- Mathieu de Graimberg, officier dans l'Armée des émigrés, marié à Mlle Oudan de Blanzy (fille de Nicolas Jean Oudan de Blanzy, gendarme de la Garde du roi et lieutenant des maréchaux de France, et de Charlotte Louise Ogier de Baulny)
- Charles de Graimberg
- Dominique Louis de Graimberg, officier dans l'armée de Condé, marié à Amalie Charlotte von Bönninghausen-Budberg (fille d'Alexander von Budberg (de))
- Jean François Phiibert de Graimberg, officier d'infanterie, chevalier de Saint-Louis

## Sources
- « Gilles-François de Graimberg de Belleau », dans Adolphe Robert et Gaston Cougny, Dictionnaire des parlementaires français, Edgar Bourloton, 1889-1891 [détail de l’édition]